# Abdallah Al-Fakhouri
Abdallah Al-Fakhouri (Russeifa, 22 de enero de 2000) es un futbolista jordano que juega en la demarcación de portero para el Al-Wehdat SC de la Liga Premier de Jordania.

## Selección nacional
Tras jugar en las categorías inferiores de la selección, finalmente hizo su debut con la selección absoluta de Jordania el 11 de enero de 2018 en un encuentro amistoso contra Finlandia que finalizó con un resultado de 1-2 tras el gol de Mahmoud Al-Mardi para Jordania, y de Joona Toivio y Akseli Pelvas para Finlandia.

## Clubes
Actualizado al último partido disputado el 11 de diciembre de 2023.
| Club         | País           | Año       | Partidos | Goles |
| ------------ | -------------- | --------- | -------- | ----- |
| Al-Wehdat SC | Jordania       | 2018-2022 | 50       | 0     |
| Al-Ain FC    | Arabia Saudita | 2023      | 15       | 0     |
| Al-Wehdat SC | Jordania       | 2023-     | 29       | 0     |